# Limnias cornuella
Limnias cornuella är en hjuldjursart som beskrevs av Rousselet 1889. Limnias cornuella ingår i släktet Limnias och familjen Flosculariidae. Inga underarter finns listade i Catalogue of Life.